# Walter Krupinski
Walter "Graf Punski" Krupinski (11 de Novembro de 1920 – 7 de Outubro de 2000) foi um piloto alemão da Luftwaffe durante a Segunda Guerra Mundial. Voou em 1100 combates aéreos, nos quais abateu 197 aeronaves inimigas, o que fez dele um ás da aviação. Sendo um dos pilotos do famoso esquadrão JV 44 liderado por Adolf Galland, onde começou a pilotar um Messerschmitt Me 262.
Voltou às forças armadas alemãs em 1952. Promovido a Major em 1957, liderou o primeiro esquadrão alemão de caças do pós guerra, o Jagdbombergeschwader 33.